# Арсенов, Валерий Викторович
Вале́рий Ви́кторович Арсе́нов (24 июня 1966, Донецк — 28 февраля 1986, ущелье Васатичигнай, провинция Кандагар) — Герой Советского Союза (10 ноября 1986), «воин-интернационалист», участник Афганской войны (1979—1989), рядовой, разведчик-гранатомётчик 173-го отдельного отряда специального назначения 22-й гвардейской отдельной бригады специального назначения ГРУ ГШ МО СССР 40-й Армии Краснознамённого Туркестанского военного округа.

## Биография
Родился 24 июня 1966 года в городе Донецке в семье рабочего. Русский.
С четвёртого по восьмой класс учился в средней школе № 60. В 1982 году поступил специальное профессионально-техническое училище № 23 города Донецка и в 1985 году закончил его. Работал слесарем-сборщиком металлоконструкций на одном из заводов Донецка.
В Советскую Армию призван 30 мая 1985 года Куйбышевским районным военным комиссариатом города Донецка. Прошёл курс военной подготовки по технике ведения боя в горной и пустынной местности, освоил специальность «разведчик-гранатомётчик». С октября проходил службу в составе 173-го отдельного отряда специального назначения ГРУ Генерального Штаба ВС СССР, который действовал в составе ограниченного контингента советских войск в Афганистане на территории провинции Кандагар. Выполнил 15 боевых выходов.

## Подвиг
«…28 февраля 1986 года, участвуя в бою с превосходящими силами мятежников, старший разведчик-гранатомётчик, 19-летний комсомолец рядовой Валерий Арсенов был тяжело ранен, но продолжал вести огонь. В критическую минуту боя отважный воин, ценой своей жизни, закрыл от вражеских пуль командира роты….»

## Звание Герой Советского Союза
Указом Президиума Верховного Совета СССР от 10 ноября 1986 года — «За мужество и героизм, проявленные при оказании интернациональной помощи народу ДРА, рядовому Арсенову Валерию Викторовичу посмертно присвоено звание Героя Советского Союза».

## Награды
- Орден Ленина
- Медаль «Золотая Звезда» Героя Советского Союза (№ 11550)

## Память
- Похоронен на кладбище посёлка Грабари города Донецк.
- 31 декабря 1986 года в память о Герое решением Донецкого городского Совета народных депутатов улица, где находится дом, в котором проживал Валерий, переименована в улицу Валерия Арсенова; в Куйбышевском районе города Донецка, 7 сентября 2010 года в сквере возле дома культуры им. Куйбышева установлен памятник.
- В строительном лицее № 23 города Донецка (прежде СПТУ № 23 города Донецка, улица Лермонтова, 1а) оборудован мемориальный музей; на доме (улица Арсенова, 16), в котором жил Герой, и на здании училища, в котором он учился, установлены мемориальные доски; c 1987 года в Донецке ежегодно проводился международный турнир по боксу среди молодёжи памяти Героя Советского Союза В. В. Арсёнова.